# 가브리엘 애플린
가브리엘 애플린(Gabrielle Aplin, 1992년 10월 10일 ~ )은 잉글랜드의 싱어송라이터, 기타리스트, 피아니스트이다. 유튜브에 어쿠스틱 커버곡을 올리면서 대중의 관심을 받게 되었고, 2013년에 팔로폰 레코드와 계약했다. 2013년, 데뷔 앨범 English Rain을 발매해, 앨범은 영국 앨범 차트에서 2위를 기록하였다.
2015년에는 두 번째 정규 앨범인 Light Up the Dark를 발매하였다.

## 음악 활동

### English Rain(2012–2014)
2012년 2월, 애플린은 팔로폰 레코드와 계약한다. 그녀의 첫번째 싱글인 Please Don't Say You Love Me는 2012년 2월 10일에 발매한다.
가브리엘 애플린의 데뷔 앨범 English Rain 은 영국에서 2013년 5월 13일에 발매된다. English Rain 은 35.000장을 넘게 팔면서, 영국 앨범 차트에서 2위를 기록하였다. 아일랜드에서 11위를, 호주에서 10위를 기록하였고, 뉴질랜드에서는 39위를 기록하였다. English Rain 은 100.000장 넘게 팔리면서 영국에서 Gold등급을 인증받았다.
2014년에 그녀는 English Rain EP를 미국에서 발매하였다. EP는 2014년 5월 6일에 발매되었으며, 그녀의 English Rain의 수록곡 5곡과, 캐나다 출신 가수 Joni Mitchell의 A Case of You 커버곡도 수록되었다.

### Light Up the Dark(2015–2016)
2015년 5월, 가브리엘 애플린은 그녀의 2번째 정규 앨범인 Light Up the Dark를 발표한다. 또한, "Light Up the Dark"의 뮤직 비디오도 같이 발표되었다. Light Up the Dark 의 2번째 싱글 "Sweet Nothing"은 뮤직 비디오와 함께 2015년 8월 6일에 발매되었다.

### Miss You,AvalonEP (2016- )
가브리엘은 2016년 9월 EP에 수록된 첫번째 리드싱글인 "Miss You"를 공개했다. 그 후 2017년 2월, 그녀의 독립 레이블 Naver Fade 레코드를 통해 EP Miss You를 발매한다.
2017년 10월에는 "Waking Up Slow"등 4곡이 수록된 Avalon을 발매한다.

## 음반 목록
- English Rain (2013)
- Light Up the Dark (2015)